# Срчана комора
Срчана комора је назив за срчану шупљину. Срчане коморе служе за примање крви из срчане преткоморе и пумпање крви у артерије. Код животиња са затвореним крвотоком постоји најмање једна комора а најчешће су две. Рибе поседују једну комору, док већина осталих животиња поседује две коморе.